# Gintarė Scheidt
Gintarė Scheidt (nascida Gintarė Volungevičiūtė, Kaunas, 12 de novembro de 1982) é uma velejadora lituana.

## Carreira
É medalhista olímpica nos jogos de Pequim 2008, com a medalha de prata na classe laser radial. Ela foi campeã mundial em sua classe em 2012.
Foi a porta-bandeira do país na abertura dos Jogos Olímpicos de 2016.

## Vida pessoal
Gintaré é casada com o velejador brasileiro Robert Scheidt.